# Mckelveyita-(Nd)
La mckelveyita-(Nd) és un mineral de la classe dels carbonats que pertany al grup de la mckelveyita.

## Característiques
La mckelveyita-(Nd) és un carbonat de fórmula química NaCaBa₃Nd(CO₃)₆(H₂O)₃. Va ser aprovada com a espècie vàlida per l'Associació Mineralògica Internacional en el mes de juny de l'any 2023, i encara resta pendent de publicació. Cristal·litza en el sistema monoclínic. La seva duresa a l'escala de Mohs es troba entre 3 i 3,5.

## Formació i jaciments
Va ser descoberta a la mina d'apatita de Kirovskii que es troba al mont Kukisvumtxorr, al massís de Khibini (Rússia). Aquest indret és l'únic a tot el planeta on ha estat descrita aquesta espècie mineral.